# Elementarpartikel
En elementarpartikel er en partikel, der i teorien ikke kan deles i mindre bestanddele. Grundet udviklingen i vores forståelse af naturen, har betydningen ændret sig gennem historien. I dag omfatter elementarpartikler kvarker/antikvarker, leptoner/antileptoner samt en række kraftformidlende elementarpartikler (se nedenfor). De partikler, der tidligere opfattedes som elementarpartikler, kan således opbygges af de ovennævnte elementarpartikler. Ligeledes er det muligt, at ny forskning vil afsløre endnu mindre byggesten end de nuværende elementarpartikler.
Fra den græske oldtid (antikken) havde man en ide om, at alt stof bestod af noget udeleligt, som på græsk kaldes atomos – heraf navnet atom. De blev da, i princippet, klassificeret som elementarpartikler. Den første subatomare partikel, der blev opdaget, var elektronen (1897). Protonen og neutronen blev først fundet i henholdsvis 1918 og 1932.
Partikelfysikken beskriver i dag elementarpartiklerne og deres vekselvirkninger i en teori, der kaldes Standardmodellen. Forskerne mener, at der i dag findes 12 elementarpartikler, der så har hver sin modsvarende antipartikel, for i alt 24 partikler. Disse 12 partikler deles op i to grupper: kvarker (sværvægtere) og leptoner (letvægtere). I Standardmodellen består stof af 6 kvarker, 6 antikvarker, 6 leptoner og 6 antileptoner. Disse 24 partikler antages i dag at være stofs fundamentale byggesten. Herudover eksisterer der også en række kraftformidlende elementarpartikler: gravitoner, fotoner, W-bosoner, Z-bosoner, gluoner og Higgs-partiklen. Gravitonen er en hypotetisk partikel, da den endnu ikke er eksperimentelt påvist.
Man skelner mellem bosoner, der har et heltalligt spin, og fermioner, der har et halvtalligt spin.
Derved er mesoner bosoner, skønt de består af kvarker (fermioner).
Elementarpartikler kan klassificeres i:
- Elementarpartikel
  - Fermioner, stofpartikler (har spin 1/2, 3/2, 5/2,...).
    - Kvarker (kan "føle" den stærke kernekraft): danner baryoner og mesoner (NB: mesoner har heltalligt spin, hvorfor de er bosoner)
      - up-kvark, down-kvark, charm-kvark, strange-kvark, top-kvark, bottom-kvark og deres antipartikler.

    - leptoner (kan ikke "føle" den stærke kernekraft): danner ikke større partikler.
      - elektron, myon, tauon, elektronneutrino, myonneutrino, tauonneutrino og deres antipartikler.

  - Bosoner
    - Har helt spin (1, 2,...).
      - kraftpartikler (Kraftformidlere): gravitoner, fotoner, W-bosoner, Z-bosoner, gluoner'.

    - Har spin 0.
      - Higgs-partikel

## Stofpartikeltabel
Udover tabellens, findes der også 12 antipartikler:
| Familie    | partikel               | Masse·c²  | el.lad./\|e\| | Baryontal | Vekselvirkning          |
| ---------- | ---------------------- | --------- | ------------- | --------- | ----------------------- |
| 1. Familie | Elektron (e)           | 511 keV   | -1            | 0         | Gr., em., svage         |
| 1. Familie | Elektron-Neutrino (νe) | <2 eV     | 0             | 0         | Gr., svage              |
| 1. Familie | Up-kvark (u)           | 4 MeV     | 2/3           | 1/3       | Gr., em., svage, stærke |
| 1. Familie | Down-kvark (d)         | 7 MeV     | -1/3          | 1/3       | Gr., em., svage, stærke |
| 2. Familie | Myon (μ)               | 0,1 GeV   | -1            | 0         | Gr., em., svage         |
| 2. Familie | Myon-Neutrino (νμ)     | <0,2 MeV  | 0             | 0         | Gr., svage              |
| 2. Familie | Charm-kvark (c)        | 1,5 GeV   | 2/3           | 1/3       | Gr., em., svage, stærke |
| 2. Familie | Strange-kvark (s)      | 0,15 GeV  | -1/3          | 1/3       | Gr., em., svage, stærke |
| 3. Familie | Tau (τ)                | 1,8 GeV   | -1            | 0         | Gr., em., svage         |
| 3. Familie | Tau-Neutrino (ντ)      | <0,02 GeV | 0             | 0         | Gr., svage              |
| 3. Familie | Top-kvark (t)          | 174,0 GeV | 2/3           | 1/3       | Gr., em., svage, stærke |
| 3. Familie | Bottom-kvark (b)       | 4,7 GeV   | -1/3          | 1/3       | Gr., em., svage, stærke |

## Kraftpartikeltabel
(I parentes: Formodede partikler, som endnu ikke er eksperimentelt påvist):
| Partikel   | Masse·c²          | Spin/(h/2π) | el.lad./\|e\| | formidlet vekselvirkning |
| ---------- | ----------------- | ----------- | ------------- | ------------------------ |
| Foton      | 0                 | 1           | 0             | elektromagnetiske kraft  |
| Z0         | ca. 91 GeV        | 1           | 0             | svage                    |
| W+         | ca. 80 GeV        | 1           | 1             | svage                    |
| W-         | ca. 80 GeV        | 1           | -1            | svage                    |
| Gluon      | 0                 | 1           | 0             | stærke (Farvekraft)      |
| (Graviton) | 0                 | 2           | 0             | Gravitation              |
| Higgs      | 125,3 +/- 0,6 GeV | 0           | 0             | Higgsfeltet              |